# 库洛米耶奶酪
库洛米耶奶酪（法語：coulommiers）產自法國中部的塞納-馬恩省的库洛米耶，是布里奶酪的近類。由於库洛米耶奶酪沒有標準統一的製作配方，故未能列入命名系統的商品名單中。作為布里奶酪的近類，兩者外形相似，一樣是呈白色、粉衣狀、不均勻的外殼。
这种奶酪可以手工制作，也可以机械化制作，机械化制作可能没有深度发酵，手工制作的外皮可能带有淡红色。从全脂牛奶到奶酪制作完成全程的周期大概为6周，其脂肪含量为40%。